# Mjällån

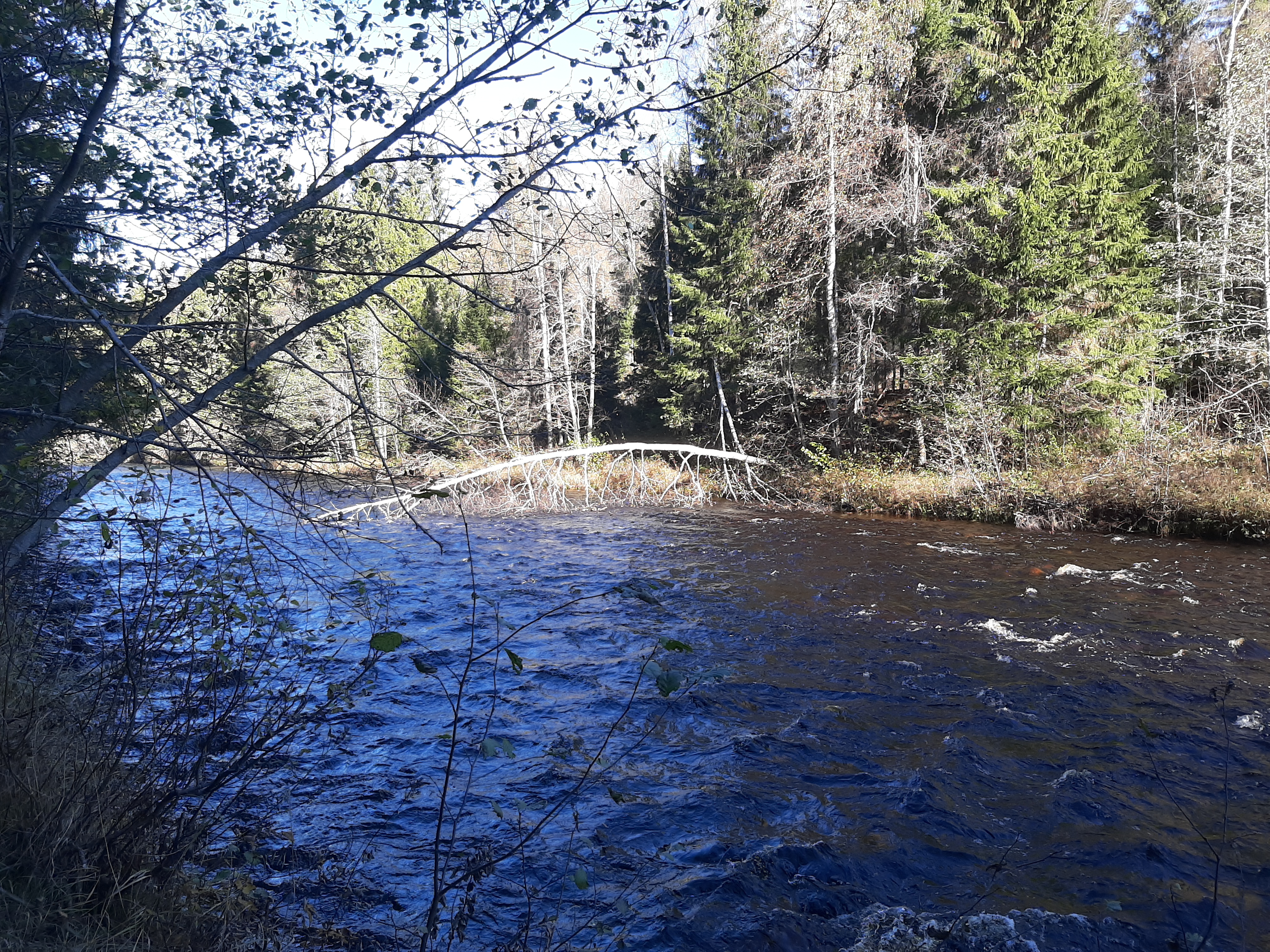
Mjällån oktober 2022.

Mjällån är ett vattendrag i södra Ångermanland och nordöstra Medelpad. Ån har sina källor i norra delen av Härnösands kommun, på gränsen mot Kramfors respektive Sollefteå kommuner. Namnet Mjällån används först nedströms sammanflödet mellan Tallåsån och Hornsjöbäcken, cirka 10 km norr om Viksjö kyrka. Tallåsån har sitt namn efter Tallåsen respektive Väster-Tallåsen fäbodar.
Strax öster om sammanflödet Tallåsån – Hornsjöbäcken ligger nybygget Villola samt berget Atoaberget. Länsväg 331 passerar platsen. Mjällån flyter strax väster om Viksjö. Cirka 1 km söder om Viksjö kyrka rinner Viksjöån in från öster. Länsväg 331 följer, på östsidan, åns lopp hela vägen söderut. Mjällån mynnar vid Åsäng i Ljustorpsån, cirka 10 kilometer före dess utfall i Indalsälven i Stavreviken.
2022 invigdes Mjällådalens naturreservat.